# La Fonderie

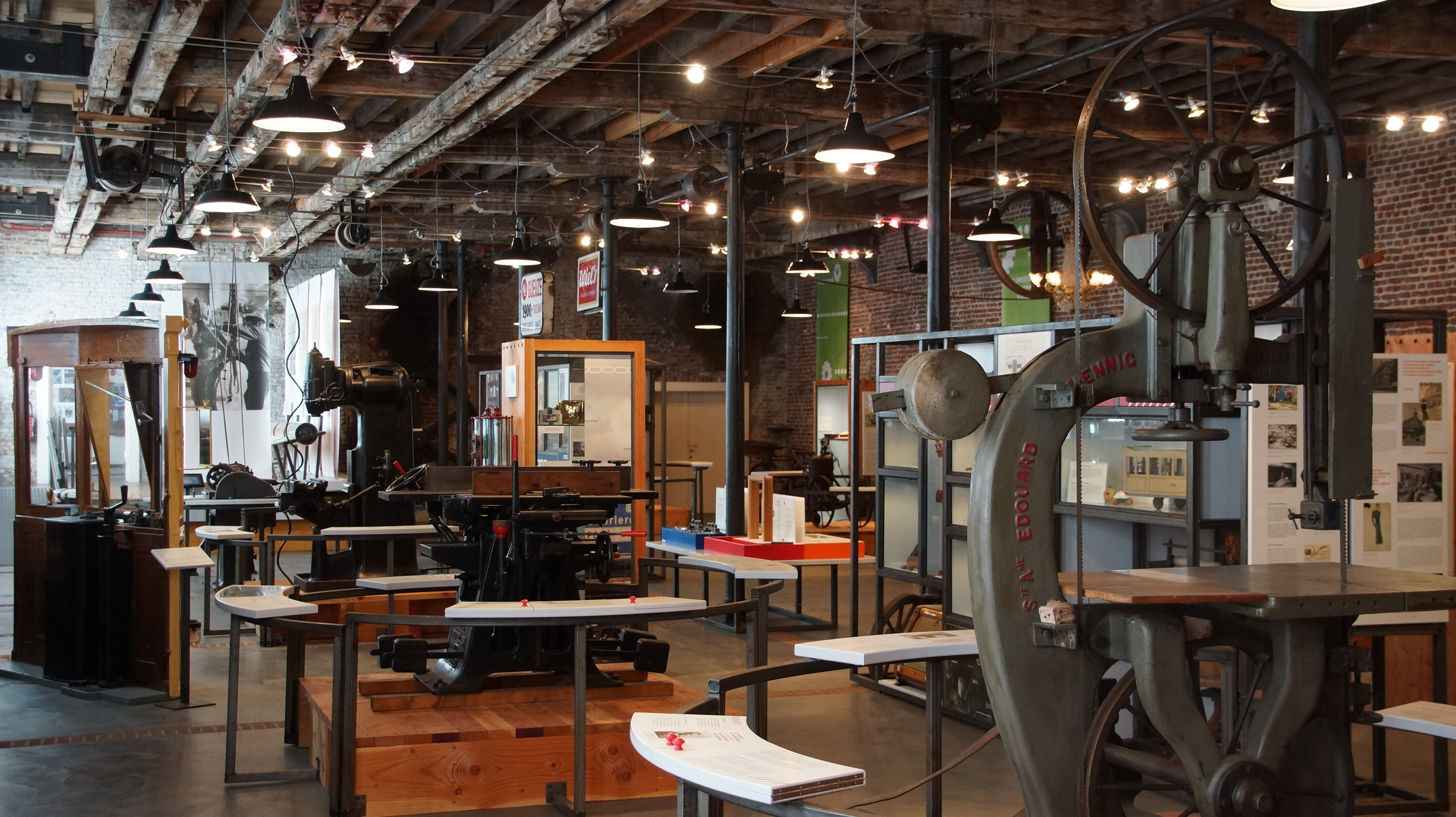
La Fonderie, das Museum für Industrie und Arbeit

La Fonderie, das Museum für Industrie und Arbeit in Brüssel, befasst sich mit der industriellen Revolution. Es sammelt Objekte, Dokumente und verbal überlieferte geschichtliche Fakten über die industrielle Vergangenheit und informiert über die Technologiegeschichte Brüssels.

## Ausstellung
Das Museum liegt in der Rue Ransfort 27 in Molenbeek-Saint-Jean an einem Kanal auf dem Gelände der ehemaligen Gießerei ‘La Compagnie des Bronzes’ (1854–1979). Es wird als gemeinnütziger Verein gemanagt und fokussiert sich auf die Analyse und Ausstellung der Sozialgeschichte und Ökonomie in und um Brüssel. Es veröffentlicht ein Magazin, organisiert Führungen und bietet Unterricht an. Es gibt dort auch ein Dokumentationszentrum, das der Öffentlichkeit zur Verfügung steht.
Im Museum werden bisher hauptsächlich vier Industriesektoren behandelt: Die Metallverarbeitung, die Holzverarbeitung, die Textilherstellung und Nahrungsmittelherstellung. Jedes Modul stellt zwei Maschinen aus und beschreibt die Firmen, die diese herstellten und nutzten. Die Ausstellungsstücke sind vor allem aus der eigenen Sammlung sowie aus Sammlungen von befreundeten Organisationen und Privatleuten. Die Dauerausstellung befindet sich seit 2001 in dem 300 m² großen Maschinenraum der ehemaligen Gießerei. Temporäre Ausstellungen finden im Obergeschoss statt. Weitere Ausstellungsstücke aus anderen Industriesektoren sollen die Ausstellung in Zukunft vervollständigen.
La Fonderie ergänzt die Ausstellungen der führenden Museen in Brüssel. Die zweisprachig französisch und flämisch beschriftete Ausstellung spricht diejenigen an, die sich für Technologie und Soziologie interessieren. Ein englischsprachiges Handbuch beschreibt die wichtigsten Ausstellungsstücke.

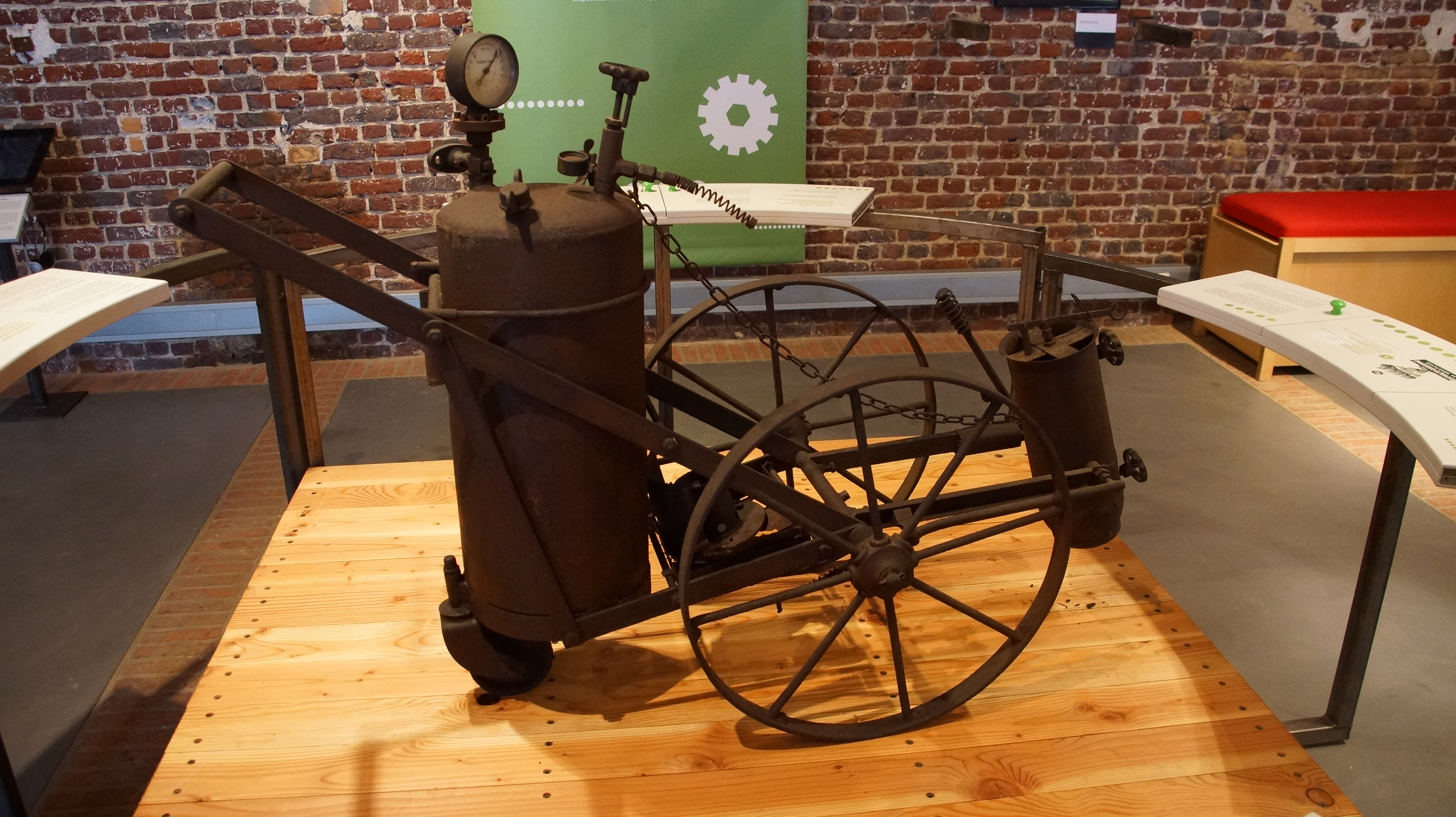
Asphaltmaschine
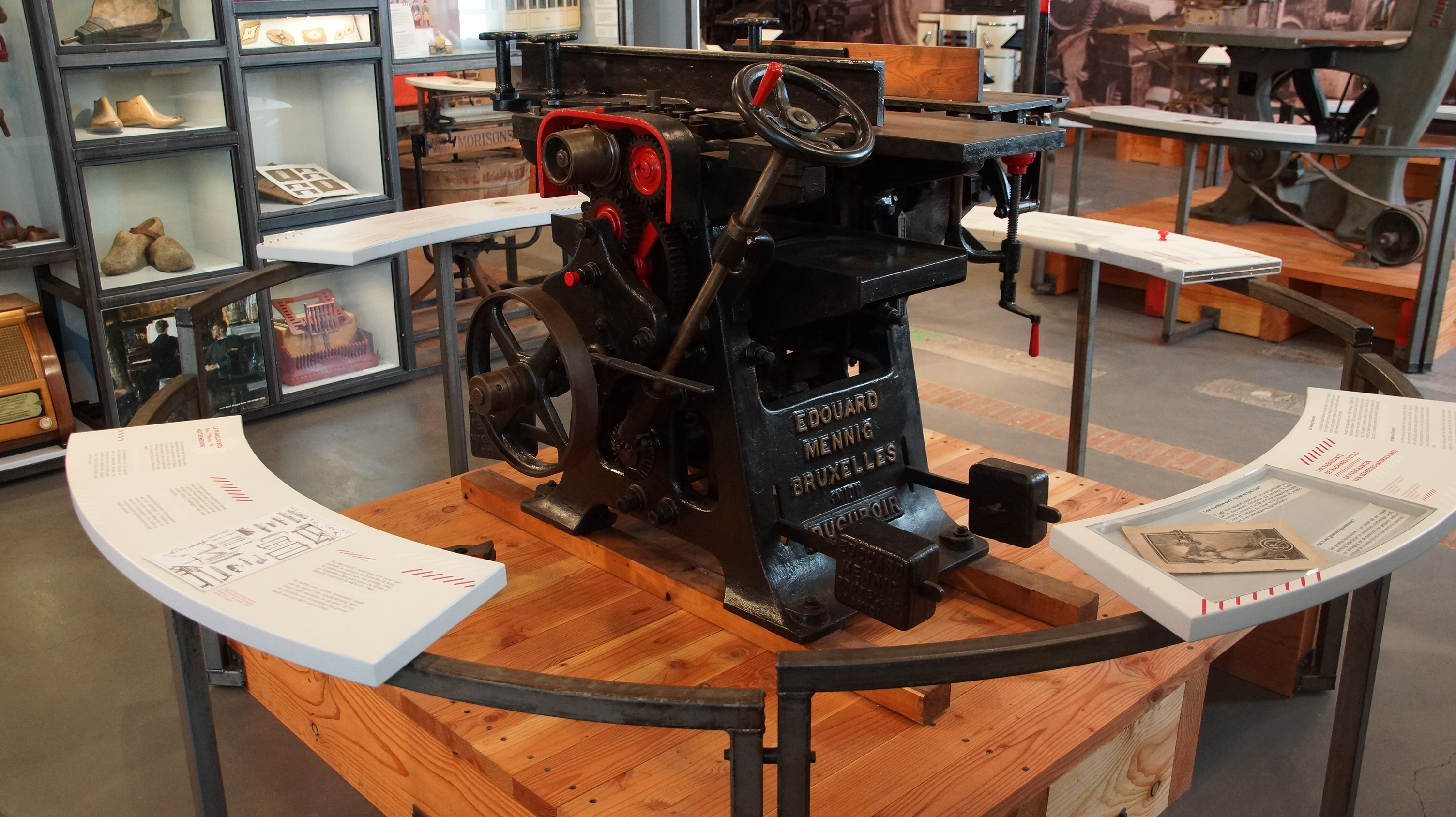
Holzbearbeitungsmaschine von Edouard Mennig
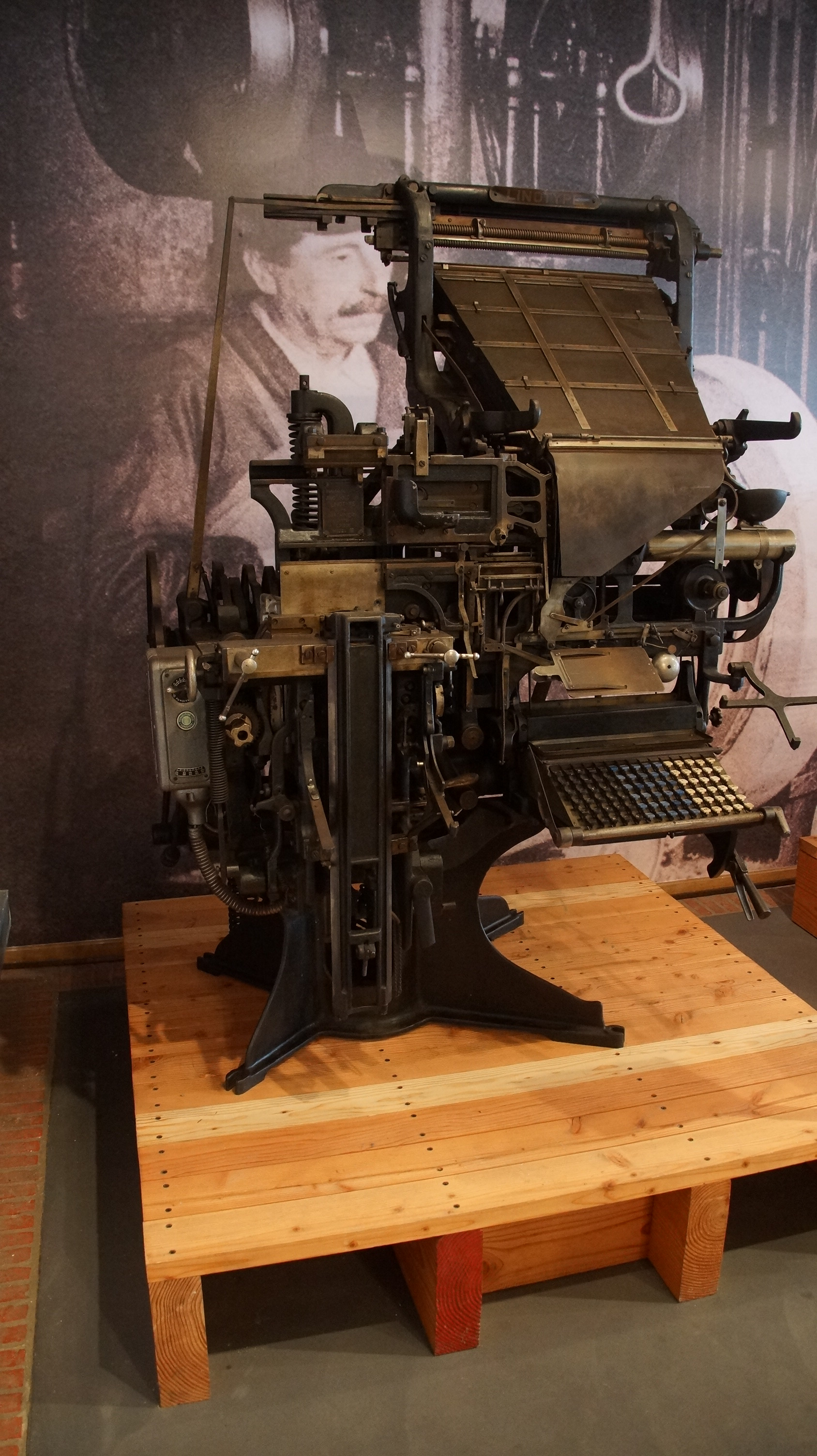
Linotype-Setzmaschine
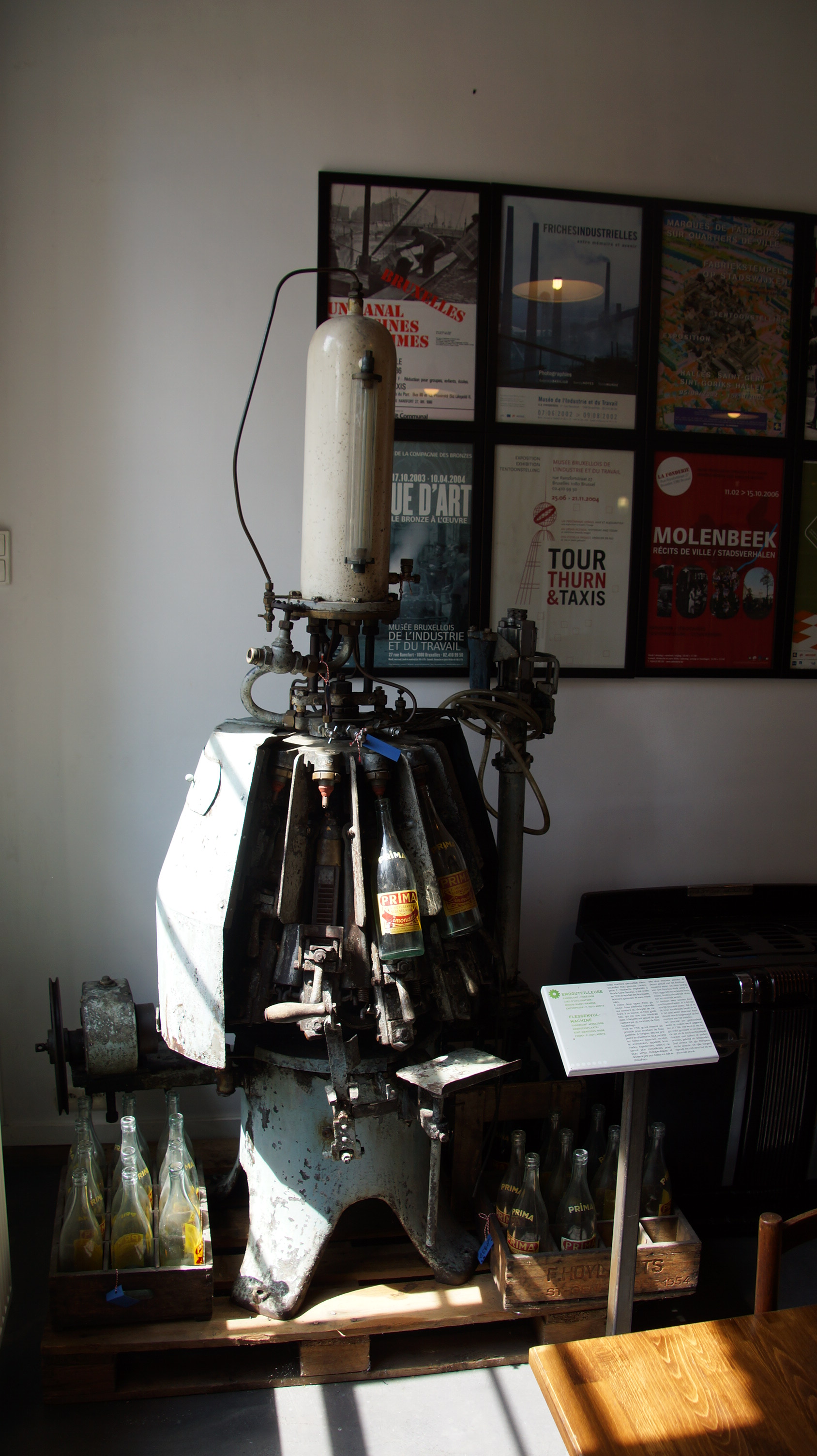
Flaschenabfüllmaschine
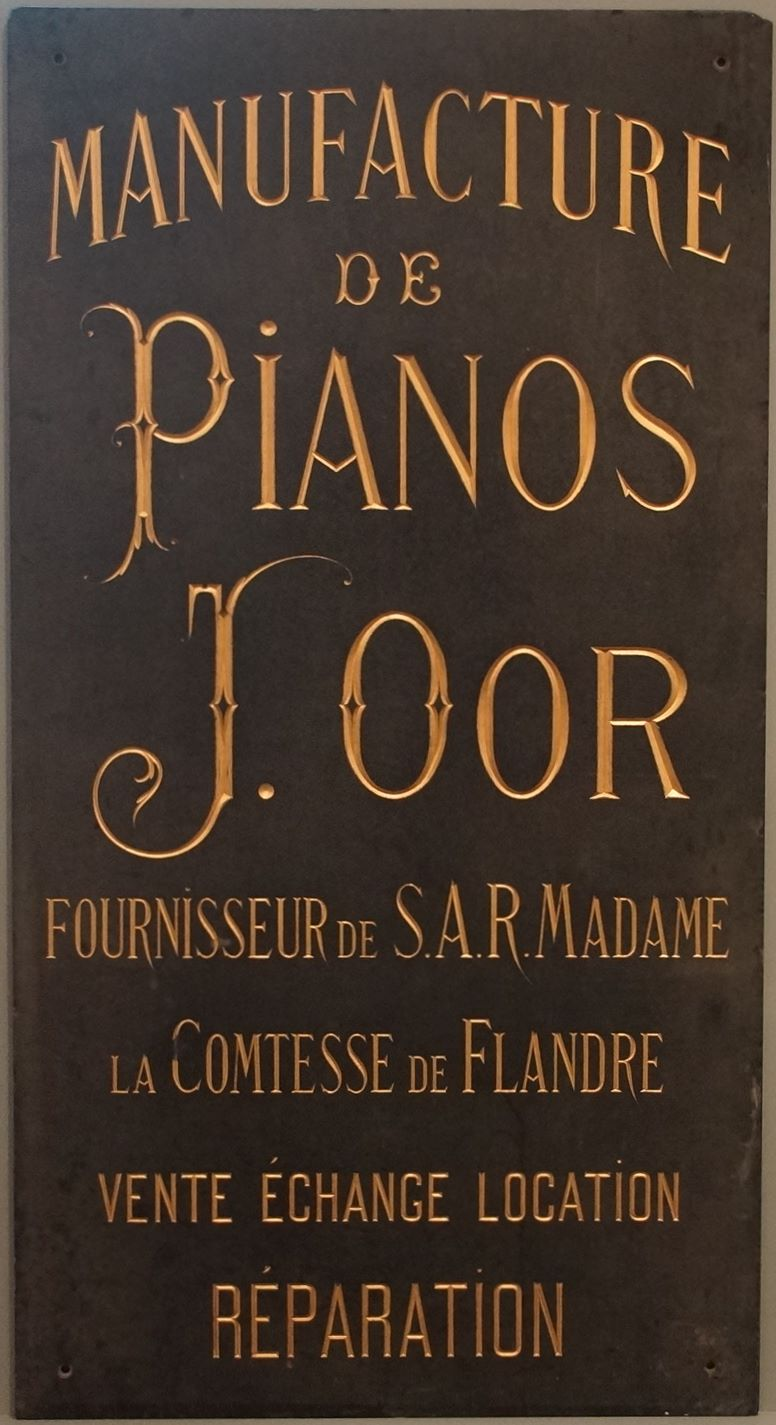
Klavierfabrik J. Oor
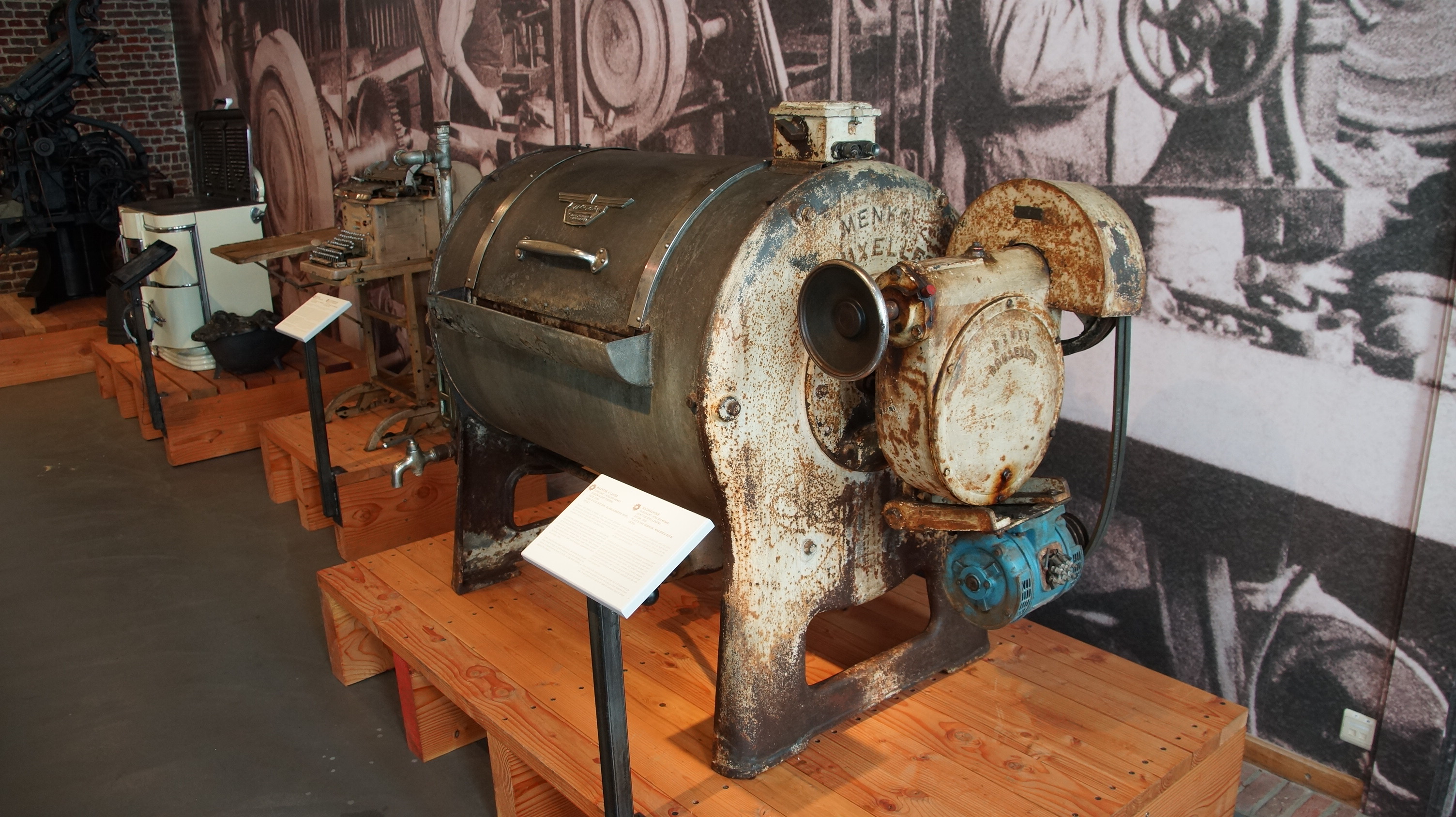
Waschmaschine von Atelier Menko
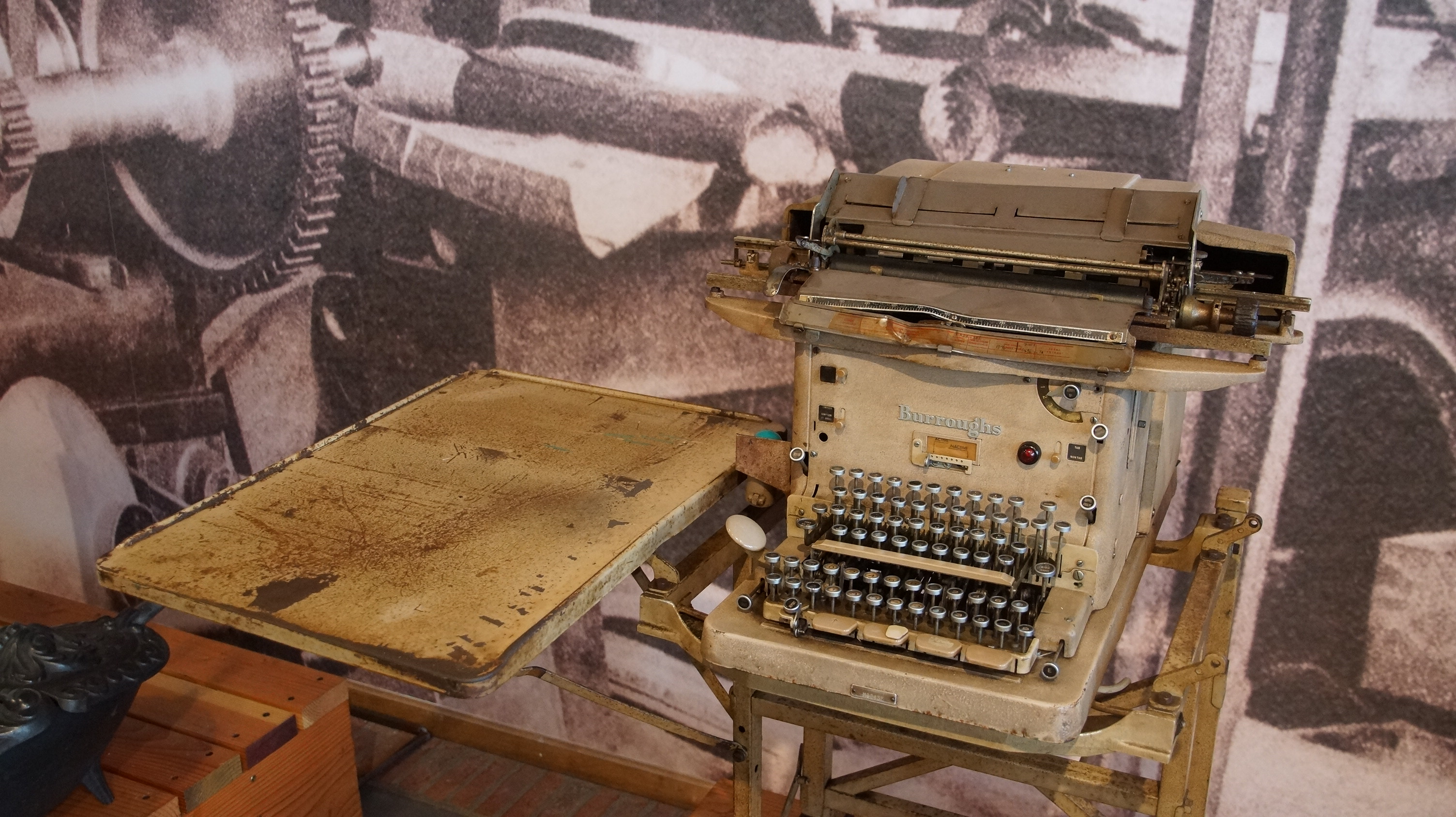
Rechenmaschine von Burroughs
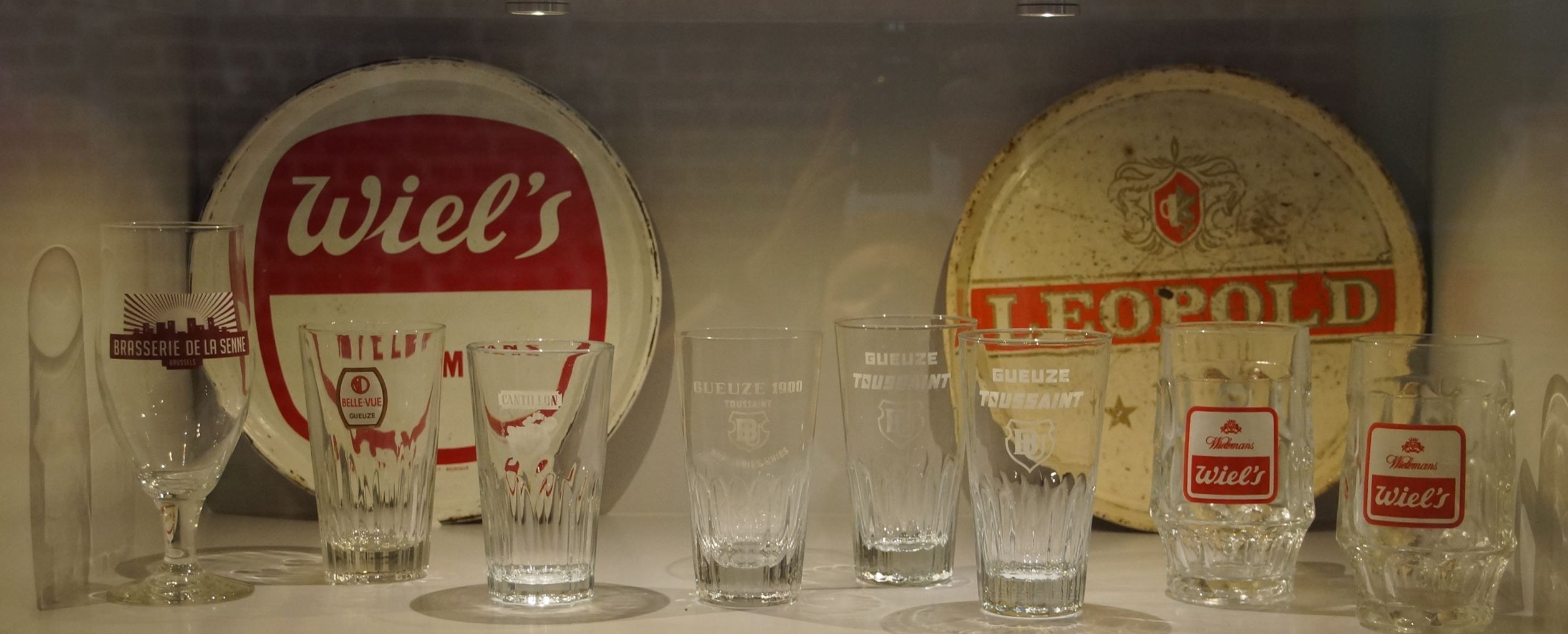
Wiels Biergläser